# 若昂卡馬拉 (北里約格朗德州)
5°32′16″S 35°49′12″W / 5.53778°S 35.82000°W

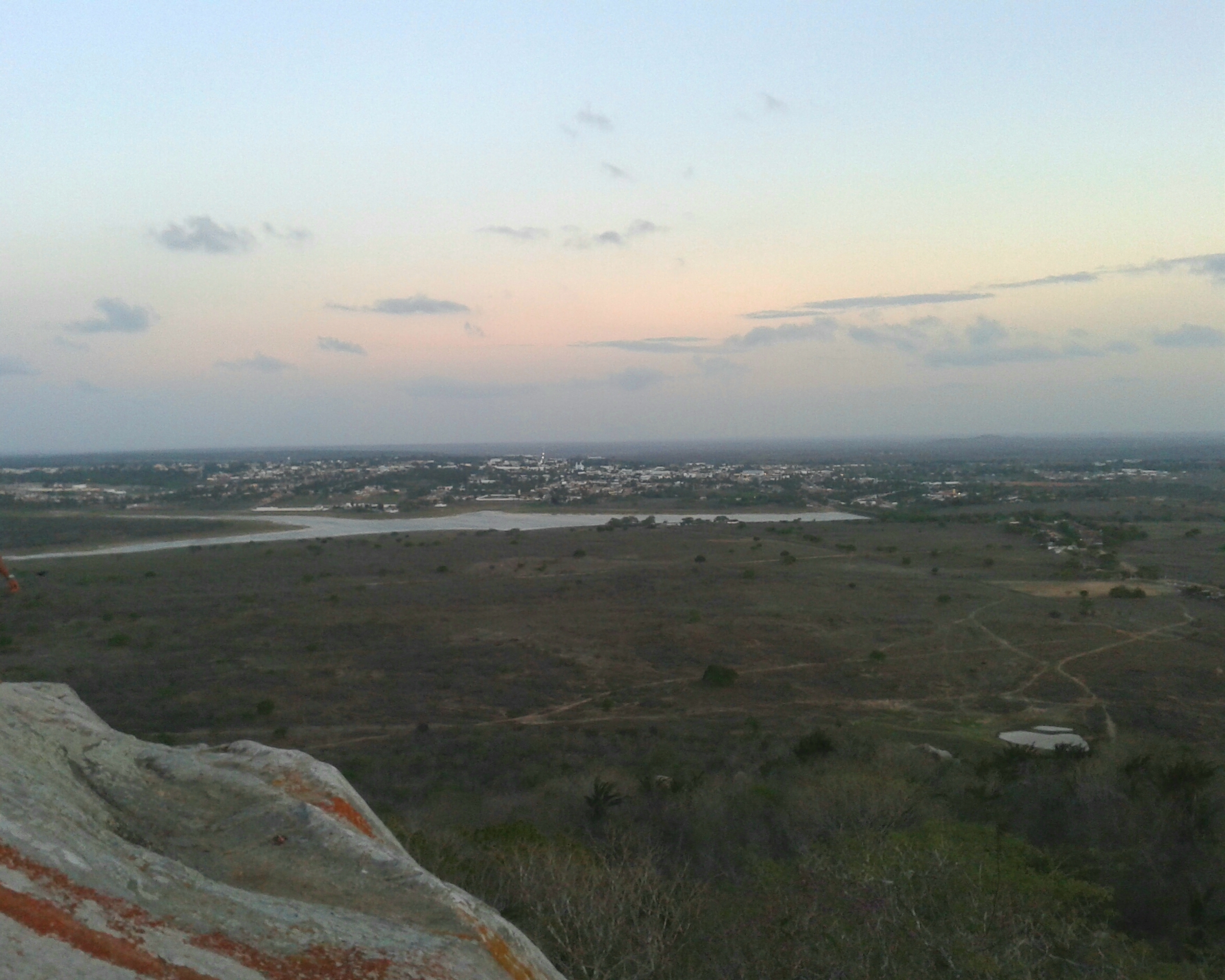
若昂卡馬拉

若昂卡馬拉（葡萄牙語：João Câmara），是巴西的城鎮，位於該國東北部，由北里約格朗德州負責管轄，始建於1928年10月29日，面積715平方公里，海拔高度160米，2012年人口34,057，人口密度每平方公里47.6人。